# Fontoura
Fontoura é uma povoação portuguesa sede da Freguesia de Fontoura do Município de Valença, freguesia com 9,13 km² de área e 685 habitantes (censo de 2021), tendo, por isso, uma densidade populacional de 75 hab./km².

## Demografia
A população registada nos censos foi:
| Distribuição da População por Grupos Etários | Distribuição da População por Grupos Etários | Distribuição da População por Grupos Etários | Distribuição da População por Grupos Etários | Distribuição da População por Grupos Etários |
| -------------------------------------------- | -------------------------------------------- | -------------------------------------------- | -------------------------------------------- | -------------------------------------------- |
| Ano                                          | 0-14 Anos                                    | 15-24 Anos                                   | 25-64 Anos                                   | > 65 Anos                                    |
| 2001                                         | 112                                          | 83                                           | 382                                          | 160                                          |
| 2011                                         | 109                                          | 69                                           | 394                                          | 179                                          |
| 2021                                         | 63                                           | 76                                           | 357                                          | 189                                          |

## Património
- Cruzeiro ou Retábulo do Nosso Senhor dos Caminhos, considerado o principal símbolo do Caminho Português para Santiago de Compostela.
- Capelas de S. Gabriel, do Poço do Monte, do Pópulo, de S. José, do Sr. dos Aflitos e da Casa Alta
- Igreja matriz
- Presentério
- Quinta de S. Gabriel
- Casa do Gonçalo
- Quinta de S. José
- Casa Alta
- Troço do Caminho de Santiago
- Santuário de S. Gabriel

## História
Fontoura dista da sede do município cerca de 10 km. Ocupa uma área de 913 ha de terras férteis, onde predomina o cultivo do milho e da vinha e onde há abundantes pastos propícios à criação de gado caprino, o qual é particularmente apreciado em todas as feiras da região. Além da sede, a freguesia é constituída pelos lugares de Rio Torto, Ínsua, Casa Gonçalo, Boriz, Cortinhas, Reguengo, Bárrio, Prado, Valinha, Pereira, Portela, Gontomil, Grove, Maga, Outeiro e Paço. Os seus habitantes se dedicam o seu trabalho a pequenas culturas domésticas e também à tecelagem, à carpintaria e ao comércio a retalho.
A freguesia assenta as suas raízes em épocas longínquas, possivelmente pré-romanas. No lugar de Grove, topónimo que poderá relacionar-se com o povo gróvio, apareceram vestígios arqueológicos (cerâmicas, cinzas e carvões), julgando-se que, pela sua localização e pela forma arredondada do monte, ali poderá ter havido ocupação castreja.
Também a meio da subida para o monte de S. Gabriel, no sítio chamado Telhões, foram encontrados sinais dessa vida muito antiga, e os velhos da terra gostam de contar que, em tempos muito afastados, já ali fora achado um fosso em tijolo, cheio de cunhas de metal amarelo, que o povo atribuía aos mouros.
Poderá identificar-se também uma ocupação imediatamente anterior à nacionalidade: o topónimo Boriz, de raiz germânica (resulta da evolução do antropónimo Baudiricus), é um bom exemplo da existência dessa ocupação nos séculos IX e X.
Segundo a tradição, o nome Fontoura tem origem numa fonte existente junto à Casa Alta cujas águas, acrescenta a lenda, trariam consigo algumas partículas de ouro era a Fonte d’Ouro.
Por sua vez, o lugar de Reguengo está associado a uma outra lenda. O que se conta é que a rainha Santa Isabel aqui pernoitou aquando do seu regresso de uma peregrinação a Santiago de Compostela.
A antiga freguesia de S. Miguel de Fontoura era abadia da apresentação dos herdeiros de Gabriel Pereira de Castro. Em 1839 faz parte da comarca de Monção, e em 1852 passa para a de Valença.
Ilustre entre os ilustres desta freguesia é o marechal José Joaquim Champalimaud Nussane Lyra e Castra, filho de um tenente-coronel engenheiro da Praça de Valença (de seu nome Paulo José Champalimaud de Nussane) e de D. Clara Maria de Sousa Lyra e Castra, oriunda da freguesia de Ferreira, do Município de Paredes de Coura.
Nascido em 1771, José Joaquim assentou praça, ainda criança, no Regimento de Infantaria 21, que guarnecia Valença. Aos dezanove anos era cadete no Porto. Em 1791 era já oficial, e no ano seguinte foi promovido a segundo-tenente e colocado na Companhia de Brulotes da Marinha.
Combateu os corsários marroquinos, no estreito de Gibraltar, quando pertencia à tripulação da fragata “D. João — Príncipe do Brasil”.
Promovido a capitão (1797), foi colocado, de volta, em Infantaria 21. Dirigiu as obras de fortificação no Minha e fez a campanha de 1801, demitindo-se em 1807, quando Junot entrou no nosso país, por não querer servir o estrangeiro.
Quando rebenta a revolução contra os Franceses, está no posto de major. Toma parte activa na luta, sendo logo promovido ao posto de tenente-coronel, em1808.
Em 1812, depois de brilhante folha de serviços no Exército, é designado governador da praça de guerra de Valença, e, mais tarde, da de Elvas. Em 1815 era promovido a marechal.
A sua casa em Fontoura, situada no lugar de Bárrio, é um magnífico solar que justifica a visita, bem como a sua Capela de S. José.
Além destes, outros monumentos e sítios há que merecem destaque: a Capela de S. Gabriel; a Capela de S. Francisco de Carcavelhe (1647), em ruínas, e cuja imagem se encontra na igreja de Fontoura; a Capela da Senhora da Guia, também em ruínas; o Largo de S. Gabriel, de esplêndida panorâmica; a Quinta de Santo António ou a Capela do Pópulo (século XVI), da Casa do Paço.
Ainda a respeito da história desta freguesia, no livro Inventário Colectivo dos registros Paroquiais Vol. 2 Norte Arquivos Nacionais /Torre do Tombo, pode ler-se:
«Em 1258, na lista das igrejas situadas no território de Entre Lima e Minho, elaborada por ocasião das Inquirições de D. Afonso III, São Miguel de Fontoura é citada como uma das igrejas pertencentes ao bispado de Tui. Em 1320, no catálogo das mesmas igrejas, mandado elaborar pelo rei D. Dinis, para pagamento de taxa, São Miguel de Fontoura foi taxada em 100 libras.
Em 1444. D. João I conseguiu do papa que este território fosse desmembrado do bispado de Tui, passando a pertencer ao de Ceuta, onde se manteve até 1512. Neste ano, o arcebispo de Braga, D. Diogo de Sousa, deu a D. Henrique, bispo de Ceuta, a comarca eclesiástica de Olivença, recebendo em troca a de Valença do Minho. Em 1513, o papa Leão X aprovou a permuta.
Quando, entre 1514 e 1532, o arcebispo D. Diogo de Sonsa mandou proceder à avaliação dos benefícios eclesiásticos incorporados na diocese de Braga. Fontoura rendia 230 réis.
Em 1546, no registo da avaliação das mesmas igrejas, efectuada no tempo do arcebispo D. Manuel de Sonsa, São Miguel de Fontoura rendia 60 mil réis.
Na cópia de 1580 do Censual de D. Frei Baltasar Limpo, São Miguel de Fontoura era da apresentação de leigos. Segundo Américo Costa, o direito de apresentação pertencia aos herdeiros de Gabriel Pereira de Castro.
Na Estatística Paroquial de 1862 era da apresentação alternativa dos Vieiras Teles, •de Lisboa, e de Barbosa Aboim, de Barcelos.
Em termos administrativos, pertenceu, em 1839, à comarca de Monção e, em 1852, à de Valença.»
Acerca da caracterização de Fontoura podemos dizer que uma parte dos activos da freguesia trabalham na agricultura, outros dedicam-se à carpintaria, à serralharia mecânica, à construção civil e ao comércio a retalho.
Os serviços comerciais são principalmente representados pelo comércio alimentar a retalho e pelo comércio não alimentar de produtos de primeira necessidade. Na freguesia funciona a feira grande e anual de S. Gabriel e outra mensal no último domingo de cada mês. São feiras tradicionais, muito enraizadas nos hábitos económicos da população e com uma grande frequência de gente de toda a região.
Quanto à rede viária tem-se a E.N. 201 e E.N. 13 e a A3 todas bem próximas e nas quais circulam transportes regulares e diários.
Na área do ensino, regista-se a existência de um estabelecimento pré-escolar público e de uma escola para o ensino básico do 1.º ciclo, servida por refeitório próprio. Para além destes níveis, os estudantes frequentam as escolas de Valença. Quanto à saúde e segurança social, recorre-se à vila de Valença que se encontra a cerca de uma dezena de quilómetros. Na acção social, funciona um jardim de infância.
Na área desportiva, regista-se a existência de um campo de jogos relativamente capaz e de um pista de MotoCross.
O primeiro é regularmente utilizado pelo Centro Cultural Recreativo e Desportivo Fontourense.
As potencialidades turísticas de Fontoura são relativamente conhecidas e podiam estar melhor aproveitadas. É o caso por exemplo, do Santuário de S. Gabriel que tem um espaço envolvente apropriado para parque de merendas e é o caso também dos locais de interesse paisagístico de que a freguesia é rica.
(Fontes consultadas: Dicionário Enciclopédico das Freguesias, Freguesias Autarcas do Século XXI e Inventário Colectivo dos registros Paroquiais Vol. 2 Norte Arquivos Nacionais / Torre do Tombo)
Veja: História de Valença - Junta de Freguesia de Fontoura

## Heráldica
- Brasão: escudo de azul, fonte heráldica de prata e azul entre dois cachos de uvas de ouro, folhados de prata, em chefe e nove besantes de ouro, alinhados em três faixas, 4, 3, e 2, em campanha. Coroa mural de prata de três torres. Listel branco, com a legenda a negro: “FONTOURA”.
- Bandeira: amarela. Cordão e borlas de ouro e azul. Haste e lança de ouro.
- Selo: nos termos da Lei, com a legenda: “Junta de Freguesia de Fontoura – Valença “.

Parecer emitido em 04 de Abril de 2001, pela Comissão de Heráldica da Associação dos Arqueólogos Portugueses.
Em 30 de Junho de 2001, o Parecer, por proposta desta Junta de Freguesia, foi aprovado em sessão da Assembleia da Freguesia de Fontoura.
Publicado no Diário da República de 24 de Agosto de 2001.
Registado na DGAL.
Processo e desenho elaborado por Carlos Alberto Mouteira Fernandes no ano de 2000.

## Economia
Os sectores laborais são a agricultura e tecelagem.

## Feiras e tradições festivas
A feira realiza-se no último domingo de cada mês.
As tradições festivas são relativas a S. Gabriel.

## Gastronomia
Cozido à portuguesa, arroz de sarrabulho e rojões à moda do Minho

## Artesanato
Trabalhos em linho

## Colectividades
Centro Cultural Recreativo e Desportivo Fontourense